# Naturschutzgebiet Hirschstein
Koordinaten: 51° 36′ 53″ N, 8° 59′ 59″ O

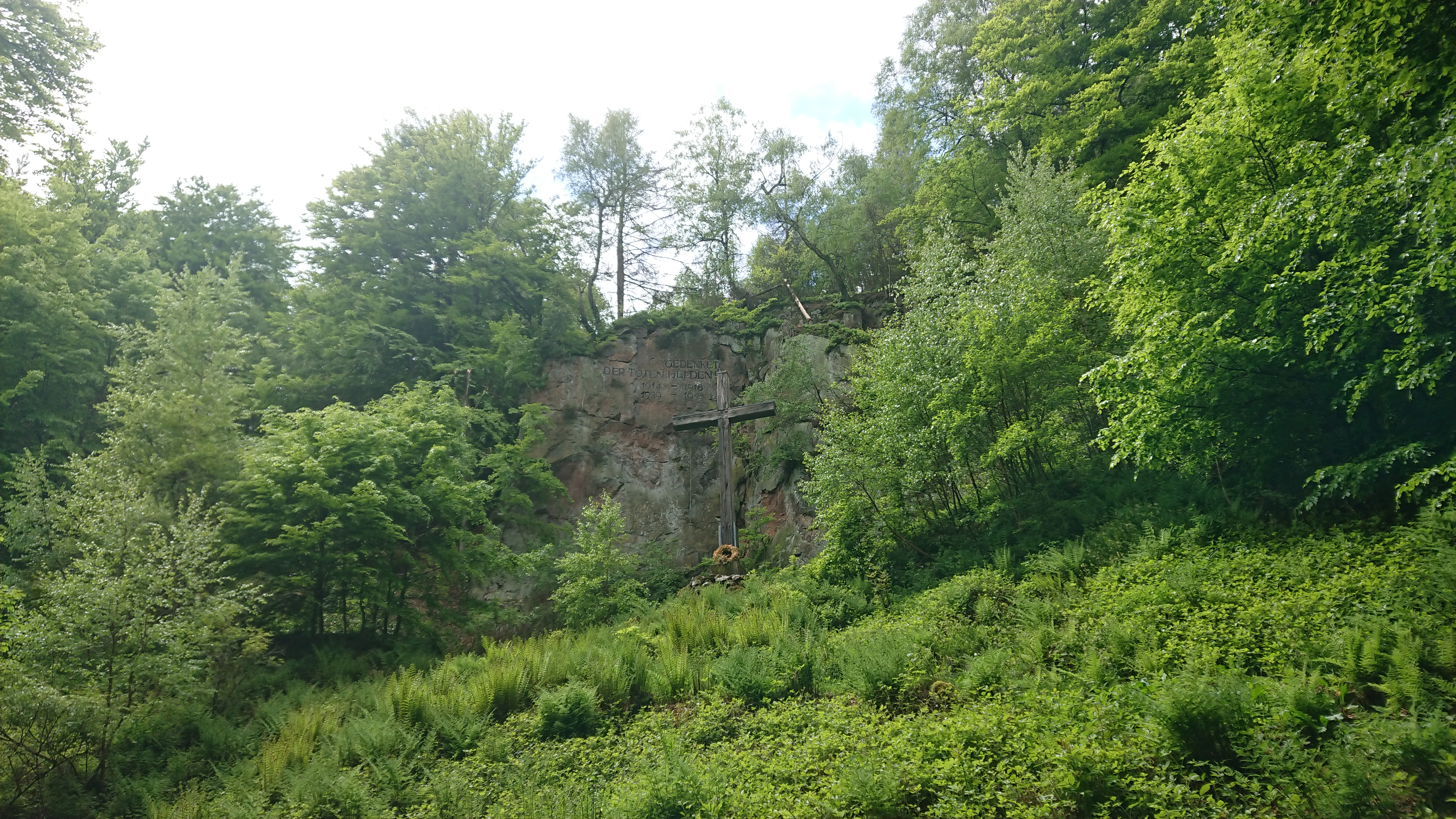
Naturschutzgebiet Hirschstein (Mai 2021)

Das Naturschutzgebiet Hirschstein liegt auf dem Gebiet der Stadt Willebadessen im Kreis Höxter in Nordrhein-Westfalen.
Das Gebiet erstreckt sich südwestlich der Kernstadt Willebadessen. Am nördlichen Rand des Gebietes verläuft die Kreisstraße K 26 und am östlichen und südlichen Rand die Landesstraße L 763. Südlich fließt der Hellebach, südöstlich erstreckt sich das 78,3 ha große Naturschutzgebiet Teutoniaklippen und Teutonia. 

## Bedeutung
Das etwa 78,1 ha große Gebiet mit der Schlüssel-Nummer HX-010 steht seit dem Jahr 1953 unter Naturschutz. Schutzziele sind: 
- die Erhaltung einer Felsklippe sowie von Gesteinsblöcken am Kamm des Eggegebirges und
- die Erhaltung und Wiederherstellung naturnaher Laubholzbestände.[2]